# كارلوس بوسيو
كارلوس بوسيو (بالإسبانية: Carlos Bossio) هو لاعب كرة قدم أرجنتيني في مركز حراسة المرمى، ولد في 1 ديسمبر 1973 في قرطبة في الأرجنتين. شارك مع منتخب الأرجنتين لكرة القدم. أما مع النوادي، فقد لعب مع إستوديانتيس دي لا بلاتا وتيرو فيديرال وديفنسا خوستيكا وفيتوريا سيتوبال ونادي أتليتيكو بيلغرانو ونادي بنفيكا ونادي لانوس.

## وصلات خارجية
- كارلوس بوسيو على موقع الاتحاد الدولي (مؤرشف)  (الإنجليزية)
- كارلوس بوسيو على موقع قاعدة بيانات كرة القدم.إي يو (الإنجليزية)
- كارلوس بوسيو على موقع ناشيونال فوتبول تيمز (الإنجليزية)
- كارلوس بوسيو على موقع Soccerway.com (الإنجليزية)
- كارلوس بوسيو على موقع أوليمبيديا (الإنجليزية)